# Соколова (фільм)
«Соколова» — дебютна повнометражна документальна стрічка української режисерки Дар'ї Ткаченко. Перша хвиля карантину змушує Світлану Соколову, власницю бару та матір двох дітей, подивитись свої страхам в обличчя. Світлані треба почати нове життя у новому світі, ураженому Covid, в якому ще ніхто з нас не жив. Зйомки тривали з початку карантину до літа 2021 року.

## Синопсис
Емігрантка з Росії, Світлана, разом з чоловіком тримають два відомі заклади в центрі Києва. Їх життя складається з роботи, дому та друзів. Але настає локдаун. Головний ресторан, який вони з любов'ю назвали «ДОМ», починає стрімко руйнуватися. В першу хвилю карантину звільняють 30 співробітників та починають розпродавати майно. Але це не допомагає зберегти сім'ю і в житті Світлани з'являється новий чоловік. Безпринципний хлопець на ім'я Сергій. Він успішно замінює Ніколаса у житті сім'ї та незабаром переїжджає жити в будинок замість Ніколаса.

## Виробництво та фінансування
Виробноцтво фільму здійснювалося на території України у Київі та Одесі. Фінансування відбулося завдяки власним коштам авторів та продакшну Manifestu Group.

## Зв'язок з COVID-19
«Соколова» є яскравим прикладом того, наскільки беззахисною стає жінка в умовах карантину. Залишившись наодинці із собою, Світлана вперше усвідомила свою самотність та слабкість. Коли зруйнувався її бізнес, вона не знайшла підтримки у чоловіка. І це спонукало Світлану до боротьби за своє нове кохання.
Україні знадобиться багато років для відновлення економіки. Сім'я Світлани Соколової втратила понад мільйон гривень, коли почалася пандемія. І ми намагалися показати, як сильно це вдарило по психологічному стану всієї родини жінки.

## Факти про фільм
- Перший документальний фільм в Україні про COVID-19
- Зйомки тривали протягом 15 місяців
- Фінансування фільму відбулося за власні кошти режисерки
- «Соколова» дебютний повний метр Дар'ї Ткаченко
- Дар'я Ткаченко в минулому професійна футболістка (клуб «Дончанка»)

## Нагороди і номінації
| Фестиваль                                          | Номинація                      | Результат                |
| -------------------------------------------------- | ------------------------------ | ------------------------ |
| 1th Swedish International Film Festival 2021       | Найкращій документальний фільм | Перемога                 |
| 1th Multi Dimension Independent Film Festival 2021 | Найкращій документальний фільм | Перемога                 |
| 1th Art Film Awards — Monthly Competition 2021     | Найкращій документальний фільм | Спеціальна відзнака жюрі |
| 2th Paradise Film Festival 2021                    | Найкращій документальний фільм | Номінація                |
| 6th CARE Awards 202                                | Найкращій документальний фільм | Номінація                |